# دیوید روچلا
دیوید روچلا (انگلیسی: David Rochela؛ زادهٔ ۱۹ فوریهٔ ۱۹۹۰) بازیکن فوتبال اهل اسپانیا است.
از باشگاه‌هایی که در آن بازی کرده‌است می‌توان به باشگاه فوتبال راسینگ سانتاندر، باشگاه فوتبال بوریرام یونایتد، باشگاه فوتبال هاپوئل تل آویو، و باشگاه فوتبال دپورتیوو لاکرونیا اشاره کرد.
وی همچنین در تیم‌های ملی فوتبال زیر ۱۶ سال اسپانیا، زیر ۱۷ سال اسپانیا، و زیر ۱۹ سال اسپانیا بازی کرده‌است.